# أورسولا أرنولد
أورسولا أرنولد (بالألمانية: Ursula Arnold-Cramer )‏ (و. 1952 – م) هي سياسية، من ألمانيا، ولدت في رايكلنغوسن، الحزب الديمقراطي الاجتماعي الألماني.

## مناصب
تولت منصب member of the Bürgerschaft of Bremen.